# Chalinolobus nigrogriseus
Chalinolobus nigrogriseus là một loài động vật có vú trong họ Dơi muỗi, bộ Dơi. Loài này được Gould mô tả năm 1852.